# Raymond William Lessard
Raymond William Lessard (Grafton, Dakota del Norte, 21 de diciembre de 1930 - Boyton Beach, Florida, 3 de enero de 2016) fue un obispo de Estados Unidos que sirvió en la Diócesis de Savannah como su XII obispo en el estado de Georgia de 1973 a 1995 pasando posteriormente a ser obispo emérito de la diócesis hasta su fallecimiento.

## Biografía

### Primeros años y educación
Raymon Lessard nación en Grafton, Dakota del Norte en una familia franco canadiense de larga tradición. Sus ancestros emigraron de Normandía a Canadá. Lessard creció en una granja y fue educado en el Colegio de St. Aloysius en Dakota del Norte.